# Heathfield, Oake
Heathfield är en by i civil parish Oake, i enhetskommunen Somerset, i grevskapet Somerset, i England. Byn är belägen 7 km från Taunton. Heathfield var en civil parish fram till 1933 när blev den en del av Norton Fitzwarren. Civil parish hade 66 invånare år 1931. Byn nämndes i Domedagsboken (Domesday Book) år 1086, och kallades då Hafella/Herfeld/Herfelt.